# Zbigniew Woźnicki
Zbigniew Woźnicki (* 21. Juni 1958 in Budy-Grzybek, Jaktorów; † 26. Februar 2008 in Żyrardów) war ein polnischer Radrennfahrer und nationaler Meister im Radsport.

## Sportliche Laufbahn
Bei den Olympischen Sommerspielen 1980 in Moskau startete er in der Mannschaftsverfolgung und wurde mit Marek Kulesza, Andrzej Michalak und Janusz Sałach auf dem 9. Platz klassiert. In der Einerverfolgung wurde er 12. des Turniers.
1979 gewann er mit Andrzej Barczykowski als Partner die nationale Meisterschaft im Zweier-Mannschaftsfahren. 1981 gewann er dann die Silbermedaille, 1982 Bronze. 1980 wurde er Dritter der Meisterschaft im 1000-Meter-Zeitfahren, 1978 und 1980 Dritter in der Einerverfolgung und 1978 Dritter im Straßenrennen. Er startete für den Verein MZKS Żyrardów.
Nach seiner Laufbahn arbeitete er als Trainer im Radsport.